# Turnstile
Turnstile est un groupe de punk hardcore américain originaire de Baltimore, dans le Maryland, et fondé en 2010.

## Historique

### Formation du groupe et premier album (2010-2017)
Le groupe se forme à Baltimore en 2010, et sort son premier EP intitulé Pressure to Succeed en 2011, puis son second EP Step 2 Rhythm en 2013.
Le 13 janvier 2015, le groupe dévoile son premier album studio Nonstop Feeling. L'album a été enregistré aux Salad Days Studios avec l'assistance du producteur et chanteur Brian McTernan (en), « légende » de la scène punk underground américaine. Pour accompagner la sortie de l'album, Turnstile annonce le Nonstop Feeling Tour, une tournée à travers neuf États du 12 février au 4 mars.

### Deuxième album:Time & Space(2018-2020)
Le 23 février 2018, le groupe sort son deuxième album studio : Time & Space. Cet album, produit par Diplo et Will Yip (en), propulse le groupe sur les devants de la scène punk rock internationale,,,.

### Glow On(2021-2024)

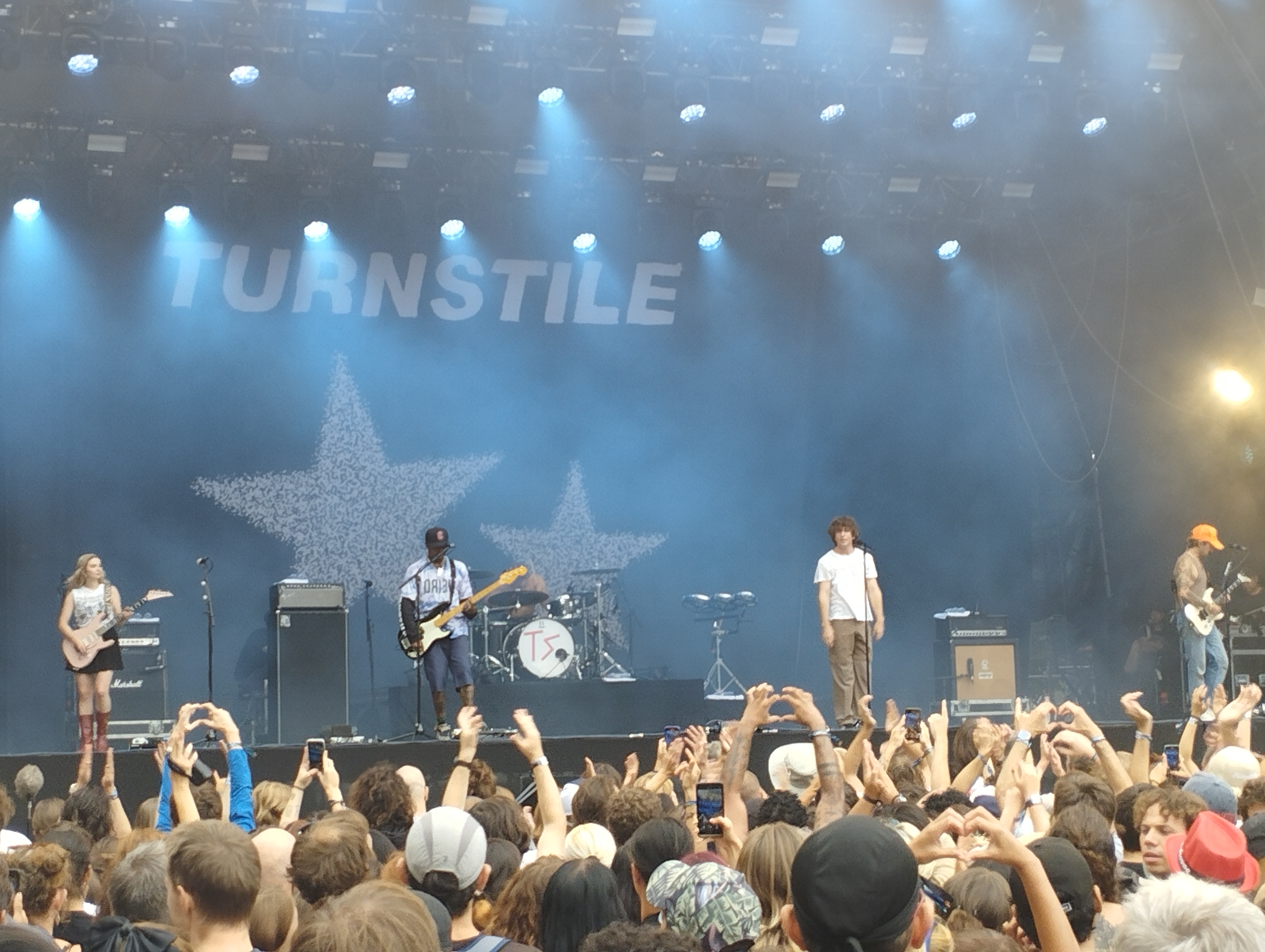
Turnstile en concert au festival Rock en Seine, le 25 août 2023.

Le 27 août 2021, le quintet sort son 3e album, intitulé GLOW ON, après avoir « teasé » durant toute la période estivale plusieurs des titres y figurant (Mystery, Blackout, ...). Produit par Mike Elizondo, composé de 15 titres, et toujours teinté d'apports synthétiques notables, le groupe y affirme un peu plus son aspect hybride pop punk hardcore très aérien. On note d'ailleurs à ce propos les deux collaborations avec l'artiste folk psychédélique Blood Orange, Alien Love Call et Lonely Dezires.

### Depuis 2025:Never Enough
Leur quatrième album, nommé Never Enough, paraît le 6 juin 2025, toujours chez Roadrunner Records,,. Deux jours avant sa sortie, le groupe en interprète deux extraits dans l'émission de télévision américaine The Tonight Show Starring Jimmy Fallon. C’est leur premier album à intégrer le top 10 du classement Billboard 200, en y débutant à la 9e place.

## Composition du groupe

### Membres actuels
- Brendan Yates – chanteur (depuis 2010)
- Pat McCrory – guitariste (depuis 2016)
- Daniel Fang – batteur et percussionniste (depuis 2010)
- Franz Lyons – bassiste, percussionniste et deuxième chanteur (depuis 2010)
- Meg Mills – guitariste (depuis 2023)

### Musiciens en tournée
- Greg Cerwonka – guitariste (2022–2023)

### Ancien(s) membre(s)
- Sean "Coo" Cullen – guitariste rythmique (2010-2015)
- Brady Ebert - guitariste (2010-2022[16])

## Discographie

### Albums studio
- 2015 : Nonstop Feeling
- 2018 : Time & Space
- 2021 : Glow on
- 2025 : Never Enough

### EPs
- 2011 : Pressure to Succeed
- 2013 : Step 2 Rhythm
- 2016 : Move Thru Me
- 2020 : Share a View

### Albums en public
- 2009 : Somebody's Gonna Miss Us

### Compilation
- 2012 : The Early Years